# Fröken Fob
Fröken Fob är en svensk dramafilm från 1923 i regi av Elis Ellis.

## Om filmen
Filmen premiärvisades 5 november 1923 på Lilla Teatern i Uppsala. Filmen spelades in vid hyrda ateljéer i Berlin med exteriörer från Genua, Schweiz och Stockholms skärgård av Adrian Bjurman. Som förlaga har man Axel Esséns roman Fröken Fob som utgavs 1919 under pseudonymen Anders Eje.

## Rollista
- Renée Björling – Fob
- Ally Kay-Bing – Gabby Dulcroft
- Rudolf Forster – Horace Milltorp
- Axel Hultman – Filip Torben, generalkonsul
- Robert Scholz – Harry Fellips, bankir
- Carl Auen – Keyler, bankirens kamrer